# Старицький Георгій Павлович

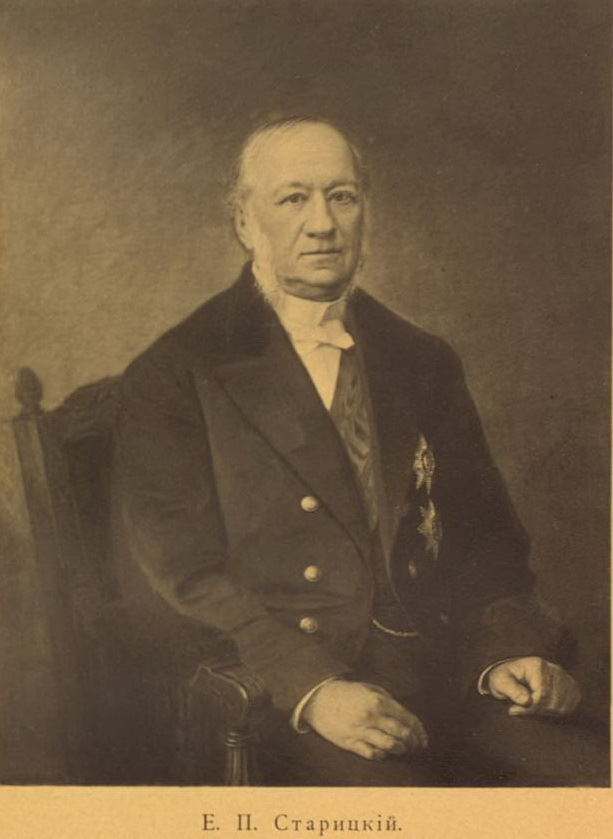

Старицький Георгій Павлович (26 листопада 1825 с. Войнівка, Полтавська губернія — 31 травня 1899 Полтава) — судовий діяч; дійсний таємний радник; голова комерційного суду в Тифлісі, автор «Положення про розмежування Закавказького краю» (1862); член Державної ради. З українського козацько-старшинського роду.